# Ugo Tornielli
Ugo Tornielli anche citato come Ugone o Ugone III (fl. XII-XIII secolo) è stato un vescovo cattolico italiano, vescovo di Acqui dal 1183 al 1213 e di Alessandria dal 1205 al 1213.

## Biografia
Talvolta chiamato Ugone o Ugone III, in quanto in alcune cronologie di Acqui non accettate da tutti gli studiosi sarebbe stato preceduto da altri due vescovi con lo stesso nome, il vescovo Ugo proveniva dalla famiglia della nobiltà cittadina di Novara dei Tornielli.
Il primo documento attestante il suo episcopato risale all'11 novembre 1183 data nella quale sottoscrisse un atto con Bonifacio, vescovo di Novara.
Nonostante tre anni prima la diocesi di Acqui fosse stata de iure soppressa in favore di quella di Alessandria, Tornielli venne regolarmente eletto dal capitolo della cattedrale e consacrato, ricevendo anche l'approvazione di papa Urbano III, che nel 1186 o 1187 gli inviò un breve a proposito di una disputa tra i canonici della cattedrale e i monaci di San Pietro.
Nel 1183, con la Pace di Costanza, tra le altre cose vennero ripristinati tutti i privilegi del vescovado acquese e ad Alessandria veniva riconosciuto il titolo di città.
Nel 1198 gli alessandrini denunciarono a papa Innocenzo III l'assenza del loro vescovo, ruolo che era rimasto vacante dal trasferimento di Ottone Ghilini a Bobbio anche per via della mai risolta questione dell'unione della diocesi acquese a quella alessandrina. 
Tra la fine del 1204 e l'inizio del 1205 la questione delle due diocesi venne presa in carico dal vescovo di Tortona Opizzone e dal canonico Bongiovanni di Vercelli con l'obiettivo di concordare una soluzione tra le parti; questo causò una viva protesta da parte del clero acquese che a Cavatore nel 1205 si appellò al papa perché fosse impedita ogni modifica dello stato giuridico della diocesi.
Di sicuro il vescovo era favorevole, in quanto già a partire dal 1205 aveva cominciato a firmare i suoi atti come "Vescovo di Alessandria e Acqui" e in ogni caso l'unione venne sancita nella bolla Cum Beatus Petrus Apostolus del 1206, con cui il papa univa le due diocesi con l'obbligo che il vescovo risiedesse sei mesi nella città di Alessandria e sei mesi ad Acqui. 
L'obbligo di residenza venne però ampiamente disatteso dal vescovo Tornielli, il quale si era stabilmente trasferito nella sede della diocesi alessandrina.
Dall'unione delle due diocesi il vescovo cominciò a firmarsi nei documenti a seconda del contesto: talvolta come vescovo di Acqui e Alessandria, talvolta solo dell'una o dell'altra.
L'ultimo suo documento di tipo amministrativo è datato 5 marzo 1212 con l'atto di investitura del feudo di Rocchetta Palafea a favore dei Signori del castello, suoi vassalli.
A un certo punto del suo episcopato tentò di corrompere alcuni funzionari della Curia romana per rendere dipendenti dalla diocesi di Alessandria alcune chiese che ne erano esenti; fu scoperto e sospeso dal papa dalle sue funzioni il 12 ottobre 1213.
Il 12 novembre 1213, ricevuta la richiesta del vescovo Tornielli di rinuncia al suo ruolo, il papa lo privò della sua dignità episcopale a autorizzò il capitolo della cattedrale di Acqui a procedere con l'elezione di un nuovo vescovo, ricostituendo così la diocesi acquese.